# Законы (Платон)
«Законы, или О законодательстве» (др.-греч. Νόμοι) — произведение Платона, написанное в форме диалога. Состоит из 12 книг.
Предположительная дата написания 354 год до н. э.. Согласно Диогену Лаэртскому, «Законы» вышли в свет после смерти Платона благодаря его ученику Филиппу Опунтскому, переписавшему произведение с восковых дощечек.
Участники диалога три пожилых человека: афинянин (не назван по имени), критянин Клиний и спартанец Мегилл. Диалог происходит на острове Крите, по дороге из города Кносса к святилищу Идейского Зевса. Основной участник диалога, афинянин, излагает законы, воплотить которые предстоит Клинию в новой колонии, организуемой критянами.

## Композиция диалога
Согласно Лосеву А. Ф.
1. Предварительные проблемы (I 625c — III 702e)
2. Общее вступление к законодательству (IV 704a — V 747e)
3. Организация идеального государства: должности, воспитание и образ жизни граждан (VI 751a — VIII 850d)
4. Учение о преступлениях и наказаниях (IX 853a- X 885a)
5. Религия и преступления против неё (X 885b — 910d)
6. Гражданские отношения (XI 913a — XII 960b)
7. Проблемы охраны законов (XII 960b — 969b)

## Переводчики на русский
- Егунов, Андрей Николаевич
- Оболенский, Василий Иванович